# Anderson Gils de Sampaio
Anderson Gils de Sampaio (født 15. februar 1977) er en tidligere brasiliansk fodboldspiller.
Han har spillet for flere forskellige klubber i sin karriere, herunder Yokohama Flügels.